# Hopea rudiformis
Hopea rudiformis är en tvåhjärtbladig växtart som beskrevs av Peter Shaw Ashton. Hopea rudiformis ingår i släktet Hopea och familjen Dipterocarpaceae. Inga underarter finns listade i Catalogue of Life.